# Maffi Racing
Maffi Racing est une écurie automobile fondée en 2021 à Genève (Suisse). Elle participe à des championnats de Formule 4, de Karting et d'Esport.

## Histoire
L'origine de l'entreprise remonte à 1969, en Ethiopie. Giorgio Maffi participe à plusieurs courses automobiles en Afrique, plus particulièrement en Éthiopie dans les années 1960. Ses deux fils, Cristian et Roberto, reprennent ensuite son atelier avant que Christian parte au Royaume-Uni pour faire des études d'ingénierie. Par la suite, Chrisitian fonde Maffi Racing en tant qu'atelier à Genève. En 2021, il crée aux côtés de son frère Daniel et de son ami Alex Thouvenin, l'écurie automobile Maffi Racing pour participer aux championnats de Formule 4 et fait un partenariat avec Kartbox pour faire la transition entre le karting et la Formule 4. 

## Résultats en Formule 4

### Résultats en Formule 4 italienne
| Saison | Châssis        | Moteur | Pilotes                  | Courses disputées | Victoires | Pole positions | Podiums | Records du tour | Points inscrits | Classement |
| ------ | -------------- | ------ | ------------------------ | ----------------- | --------- | -------------- | ------- | --------------- | --------------- | ---------- |
| 2022   | Tatuus F4-T421 | Abarth | Elia Sperandio           | 21                | 0         | 0              | 0       | 0               | 0               | 35e        |
| 2022   | Tatuus F4-T421 | Abarth | Juan Francisco Soldavini | 6                 | 0         | 0              | 0       | 0               | 0               | 50e        |
| 2023   | Tatuus F4-T421 | Abarth | Gabriel Holguin          | 3                 | 0         | 0              | 0       | 0               | 0               | 50e        |
| 2024   | Tatuus F4-T421 | Abarth | Kirill Kutskov           | 3                 | 0         | 0              | 0       | 0               | 6               | 24e        |
| 2024   | Tatuus F4-T421 | Abarth | Nathanael Berreby        | 21                | 0         | 0              | 0       | 0               | 0               | 32e        |
| 2024   | Tatuus F4-T421 | Abarth | Gabriel Holguin          | 18                | 0         | 0              | 0       | 0               | 0               | 44e        |
| 2025   | Tatuus F4-T421 | Abarth | Nathanaël Berreby        | -                 | -         | -              | -       | -               | -               | -          |
| 2025   | Tatuus F4-T421 | Abarth | Kirill Kutskov           | -                 | -         | -              | -       | -               | -               | -          |
| 2025   | Tatuus F4-T421 | Abarth | David Walther            | -                 | -         | -              | -       | -               | -               | -          |
| 2025   | Tatuus F4-T421 | Abarth | Kornelia Olkucka         | -                 | -         | -              | -       | -               | -               | -          |

### Résultats en Formula Winter Series
| Saison | Châssis        | Moteur | Pilotes           | Courses disputées | Victoires | Pole positions | Podiums | Records du tour | Points inscrits | Classement |
| ------ | -------------- | ------ | ----------------- | ----------------- | --------- | -------------- | ------- | --------------- | --------------- | ---------- |
| 2024   | Tatuus F4-T421 | Abarth | Nathanaël Berreby | 11                | 0         | 0              | 0       | 0               | 0               | 47e        |
| 2025   | Tatuus F4-T421 | Abarth | Teodor Borenstein | 12                | 0         | 0              | 0       | 0               | 0               | 25e        |
| 2025   | Tatuus F4-T421 | Abarth | Kornelia Olkucka  | 12                | 0         | 0              | 0       | 0               | 0               | 41e        |
| 2025   | Tatuus F4-T421 | Abarth | Kirill Kutskov    | 6                 | 0         | 0              | 0       | 0               | 10              | 17e        |
| 2025   | Tatuus F4-T421 | Abarth | David Walther     | 6                 | 0         | 0              | 0       | 0               | 0               | 27e        |

### Résultats en Championnat d'Europe centrale de Formule 4
| Saison | Châssis        | Moteur | Pilotes           | Courses disputées | Victoires | Pole positions | Podiums | Records du tour | Points inscrits | Classement |
| ------ | -------------- | ------ | ----------------- | ----------------- | --------- | -------------- | ------- | --------------- | --------------- | ---------- |
| 2024   | Tatuus F4-T421 | Abarth | Kirill Kutskov    | 18                | 6         | 2              | 12      | 3               | 276             | 2e         |
| 2024   | Tatuus F4-T421 | Abarth | Gabriel Holguin   | 3                 | 0         | 0              | 0       | 0               | 2               | 28e        |
| 2024   | Tatuus F4-T421 | Abarth | Kornelia Olkucka  | 15                | 0         | 0              | 0       | 0               | 33              | 17e        |
| 2024   | Tatuus F4-T421 | Abarth | Nathanaël Berreby | 9                 | 0         | 0              | 1       | 0               | 57              | 7e         |
| 2025   | Tatuus F4-T421 | Abarth | David Walther     | -                 | -         | -              | -       | -               | -               | -          |
| 2025   | Tatuus F4-T421 | Abarth | Nikolaj Dyrved    | -                 | -         | -              | -       | -               | -               | -          |
| 2025   | Tatuus F4-T421 | Abarth | Andreas Lo Bue    | -                 | -         | -              | -       | -               | -               | -          |
| 2025   | Tatuus F4-T421 | Abarth | Teodor Borenstein | -                 | -         | -              | -       | -               | -               | -          |